# Scissulina dispar
Scissulina dispar is een tweekleppigensoort uit de familie van de Tellinidae. De wetenschappelijke naam van de soort is voor het eerst geldig gepubliceerd in 1837 door Conrad.